# ゴッド・セレクション・トリプルエックス
ゴッド・セレクション・トリプルエックス（英:GOD SELECTION XXX）は、日本のファッションブランドである。2013年、宮崎泰成によって設立された。

## 名称の由来
名称の由来は設立者である宮崎の好きな言葉が「XXX」であるため、最初はこれをブランド名にしようと思ったが商標の申請が通らなかったため、ブランド名を決めるのに迷っていた。しかし、あえて「GOOD」を「GOD」に変えたら商標が通り今のブランド名になった。

## 展開
最初はTシャツ一枚で展開していた。デザインとしては様々なジャンルの有名人の写真を使用し、目をロゴの「xxx」で隠してそこにグラフィックのアレンジを加えたデザインのアイテムを展開している。服の素材としてはシーアイランドコットンとスーピマコットンを合わせた新原綿使用の糸を採用しているため素材にもこだわっている。他ブランドやアーティストとのコラボレーションもしている。
東京都渋谷区神宮前に直営店を展開している。他には様々なセレクトショップにも商品を展開している。